# 印第安纳学生日报
《印第安纳学生日报》（IDS）是一份由学生经营的独立报纸，自1867年以来一直为印第安纳大学布卢明顿分校社区出版。该报是一份免费报纸，在整个校园和城市发行。
在秋季、春季和夏季学期，该报于周四出版，发行量为9,000份。在2021/2022学年，该报发表了2,579篇文章，成为美国发表文章数量排名第七的报纸。

## 事件
2024年11月，即2024年美国总统大选结束几天后，该报刊登了一篇报道，引用了前特朗普内阁成员和其他盟友对唐纳德·特朗普的负面言论。印第安纳州副州长当选人Micah Beckwith声称报纸本身发表了这些言论，并在X上的一篇帖子中表示，报道是“觉醒宣传”，并且“这类精英左派宣传必须停止，否则我们很乐意为他们制止。”该报工作人员指出，Beckwith的言论似乎威胁到了工作人员的第一修正案权利。在回复当地NBC新闻分支机构WTHR的评论请求的电子邮件中，Beckwith表示，“由于《印第安纳学生日报》等媒体发表的煽动性言论和插图，特朗普总统曾两次遭到暗杀”，他将确保该报“不直接或间接地接受纳税人的支持”。该报的联合主编指出，该报没有接受纳税人的资金。Beckwith后来接受了《印第安纳学生日报》的采访，在采访中他表示，如果他认为该报刊登的报道“公正”，他将保护该报的言论自由权。